# Leman Tomsu
Leman Tomsu, nascuda Leman Cevat (Kayseri, Imperi Otomà, 1913 - Istanbul, 29 d'abril de 1988) fou una de les primeres arquitectes dones turques.
Leman Cevat va fer l'educació primària, des dels 5 anys, i la secundària al Liceu de Noies a Erenköy, Kadıköy, internada, lluny de la seva família a Kayseri. Després va seguir la seva educació, entre 1929 i 1934, en l'Academia de Belles Arts (avui Mimar Sinan Üniversitesi) d'Istanbul. Va Iniciar la seva carrera en l'Ajuntament d'Istanbul, treballant amb el planificador urbà Martin Wagner. Va fer una tesi de doctorat amb el títol Bursa Evleri (Cases -tradicionals- de Bursa) i es va convertir en professora universitària de la Universitat Tècnica d'Istanbul (İTÜ). La Prof. Dra. Tomsu es va retirar del càrrec el 1975 i va viure la resta de la seva vida a Istanbul. Mai es va casar.
La seva biografia, obra de les escriptores Neslihan Türkün Dostoğlu i Özlem Erdoğdu Erkarslan, va ser publicada com un llibre, sota el títol Leman Cevat Tomsu: Türk Mimarlığında bir Öncü 1913-1989 ('Leman Cevat Tomsu, una pionera en l'arquitectura turca') per la Unió de Cambres d'Arquitectes i Enginyers de Turquia.
Comparteix l'honor de ser la primera arquitecta de Turquia juntament amb Münevver Belen, amb qui va estudiar tant en el liceu com en l'acadèmia.